# Zurle
Zurla (susreću se i oblici imena zurna ili surla) je drveno narodno puhačko glazbalo s dvostrukim udarnim jezičkom tipa oboe. Prisutno je u folklornoj tradiciji Sjeverne Makedonije, Srbije, Turske, Albanije, Bosne i Hercegovine i u mnogim drugim zemljama, gdje može imati vrlo različita imena (ghaiti, rhaiti, Shawm, Mizmar...). Svira se najčešće u paru.
Zurla se izrađuje od orahovine ili šljivovine, a glazbalo se sastoji od tri osnovna dijela: piska, drvene cijevi i slavića (posebnog šupljeg drvenog dijela koji se postavlja na cijev glazbala).
Iako je glazbalo vrlo često u romskoj i turskoj glazbenoj tradiciji, ono je orijentalnoga porijekla.